# Francesc de Barretxeguren i Montagut
Francesc de Barretxeguren i Montagut   (Lleida, 21 d'agost de 1881 - Granada, 7 d'octubre de 1957) fou un laic, després sacerdot de l'orde dels redemptoristes. Ha estat proclamat Servent de Déu per l'Església catòlica.

## Família i biografia
Els Barretxeguren (castellà: Barrecheguren) eren un llinatge originari de la vila alabesa d'Okondo (castellà: Oquendo), el primer senyor conegut del qual fou Luis de Barretxeguren (1425-). Un dels seus descendents, el comerciant Valentín de Barretxeguren y Abasolo (1810-1883), es va establir a Granada, on es va casar amb Concepció Santaló i Manyalich, filla de Joan Santaló i Piferrer i Ignàsia Manyalich i Cos, originaris de Tortellà (Garrotxa). El matrimoni va tenir vuit fills, entre els quals hi havia Manuel de Barretxeguren i Santaló (†1882), que es va casar amb Manuela Montagut i Bruguera (†1886).
El pare de Francesc va morir quan tenia onze mesos i la mare, quan tenia cinc anys. Llavors, els oncles paterns el portaren amb ells a Granada, on viuria bona part de la seva vida. Entre 1892 i 1897 estudià al col·legi jesuïta d'El Palo (Màlaga), on va coincidir amb José Ortega y Gasset.
El 1904 es casà amb Concha García Calvo i el 1905 en nasqué l'única filla, Conchita, que va morir el 1927 i el 1938 començà el seu procés de beatificació. El 1937 va quedar vidu, i continuà la seva vida destacant per la bondat i humilitat. El 1944, amb 65 anys, entrà com a postulant a l'orde dels redemptoristes de Granada, professant-hi el 4 d'agost del 1947 a Nava del Rey (Valladolid) i essent ordenat sacerdot a Madrid dos anys després. L'estiu del 1949 tornà a Granada, on seria sacerdot al santuari del Perpetuo Socorro i al Carmen de Conchita. Va morir el 7 d'octubre del 1957.

## Veneració
Fou model d'espós, pare i educador, i model també de religiós. El bisbe de Granada, José Méndez, incoà el procés de canonització el 1993 i tancà la fase diocesana el 17 de juliol del 1994, essent aprovat el procés a Roma el març del 1995. Ha estat proclamat Servent de Déu i continua la causa de beatificació.
El 29 de novembre del 1996, les seves restes es traslladaren del panteó familiar del cementiri a l'església dels redemptoristes de Granada, la del Perpetu Socors.